# Fernand de Perrochel
Fernand de Perrochel est un homme politique français né le 20 mai 1843 à Grandchamp (Sarthe) et décédé le 8 décembre 1881 à Menton (Alpes-Maritimes).

## Biographie
Propriétaire terrien, maire de Grandchamp, conseiller général du canton de Saint-Paterne en 1874, il est député de la Sarthe de 1876 à 1881, siégeant sur les bancs légitimistes. 
Il est inhumé dans le carré de la famille de Perrochel dans le cimetière de Grandchamp. 

## Sources
- Ressource relative à la vie publique :   - Base Sycomore
- « Fernand de Perrochel », dans Adolphe Robert et Gaston Cougny, Dictionnaire des parlementaires français, Edgar Bourloton, 1889-1891 [détail de l’édition]